# Lisko
Lisko är en sjö i kommunen S:t Michel i landskapet Södra Savolax i Finland. Sjön ligger 114,3 meter över havet. Arean är 80 hektar och strandlinjen är 6,02 kilometer lång. Sjön  ingår i Vuoksens huvudavrinningsområde.   Den ligger omkring 19 kilometer norr om S:t Michel och omkring 230 kilometer nordöst om Helsingfors. 
I sjön finns öarna Puumalaisenkallio och Liskonsaari. Lisko ligger öster om Loukeinen. 